# Marianne de Cheffer
La Marianne de Cheffer est une série de timbres français d’usage courant émis de 1967 à 1971. Ce timbre a été dessiné par Henry Cheffer (1880-1957) et gravé par Claude Durrens. Cette série a été remplacée en 1971 par la Marianne de Béquet. 
Cheffer avait présenté ce timbre déjà en 1954 pour le remplacement de la Marianne de Gandon ; les autorités avaient préféré la Marianne de Muller. Ce figuré est le seul timbre d'usage courant à avoir reçu le Grand Prix de l’art philatélique français fin 1967.

## Description
Le timbre représente le profil gauche du buste d’une Marianne (allégorie de la République française) couronnée d’épis de blé et regardant droit devant elle. Les mentions sont la valeur faciale (en haut à droite), ainsi que « POSTES » et « REPUBLIQUE FRANÇAISE ».
La série comprend quatre valeurs imprimées en taille-douce : 0,25 bleu ; 0,30 lilas ; 0,30 vert et 0,40 rouge. Le 0,30 vert a été réimprimé en typographie en 1969 (l'unité monétaire, le franc en l’occurrence, n'est pas mentionnée sur le timbre). Ils servent également à La Réunion surchargés avec leur valeur en franc CFA : 15 F CFA pour le 0,30 vert et 20 F CFA pour le 0,40 rouge.
La Marianne de Cheffer inaugure un nouveau système postal effectif dès le 13 janvier 1969 avec le 0,30 vert et le 0,40 rouge qui prévoit un courrier à deux vitesses : courrier rapide au tarif « normal » pour les plis urgents, courrier lent au tarif « réduit » pour les plis non urgents (PNU) et les cartes postales. Le code de couleurs retenu est rouge pour le premier, vert pour le deuxième. Ce code est en usage jusqu'en 2023.
Ce type est remplacé par la Marianne de Béquet.

### Le 0,30 franc vert
Prévu pour le nouveau service du courrier lent, il est émis le 11 janvier 1969 et imprimé en taille-douce. À partir de juillet 1969, la poste décide de l’imprimer en typographie, mode d'impression moins coûteux, d'après un dessin de Roger Fenneteau.
En mars 1970, on ajoute au 0,30 vert typographié une barre phosphorescente verticale située à droite du timbre destinée à tester le matériel de tri automatique du courrier au centre de Clermont-Ferrand. Dans un premier temps, ce timbre est vendu uniquement dans le Puy-de-Dôme. Les lettres ainsi affranchies de mars-avril 1970 sont donc recherchées.

### Le 0,40 franc rouge
Prévue pour le courrier rapide (lettre de moins de 20 g pour la France et la Communauté européenne), cette valeur, émise le 11 janvier 1969, sert à tester plusieurs nouveautés mises en place par La Poste en 1969-1970.
En 1970, dans la région de Clermont-Ferrand, La Poste surcharge le 0,40 franc rouge de deux barres phosphorescentes pour tester un système de tri automatique. Les barres servent à repérer le service demandé (lent ou normal) ou le manque d’affranchissement.
La Marianne de Cheffer de 0,40 franc rouge a été le premier timbre imprimé par la nouvelle imprimerie de Périgueux (Imprimerie des timbres-poste et valeurs fiduciaires, ITVF). En juin 1970, elle y est émise en feuille de 50 timbres jumelés avec une vignette présentant l’événement et le blason de la ville de Périgueux. Cette vignette, qui n'a pas valeur d'affranchissement, est dessinée et gravée par Claude Jumelet. Le même principe est repris en 2010 pour le 40e anniversaire de l'imprimerie, avec une série de timbres à 1 € montrant les différentes étapes de l'impression.